# Knödelfresser

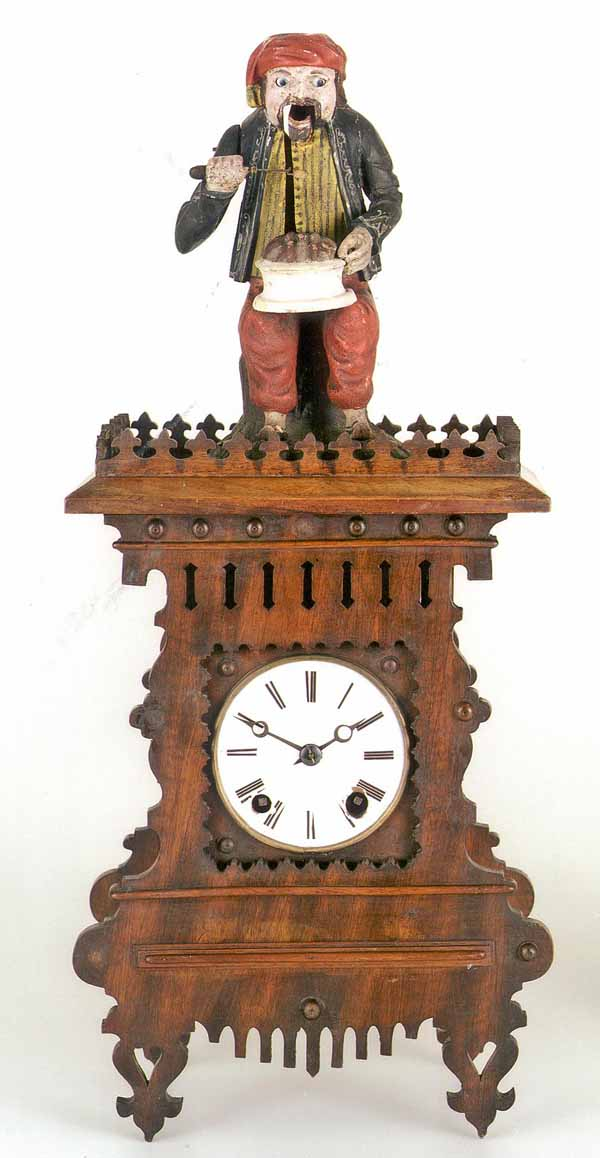
Klassischer Knödelfresser

Der Knödelfresser ist ursprünglich eine geschnitzte Figur, die als Zeitanzeige bei Schwarzwalduhren oder zur Unterhaltung beim Drehorgelspiel dient und oft in den Drehorgeln von Ignaz Bruder zum Einsatz kam.
Zur Zeitanzeige isst der Knödelfresser zu jeder vollen Stunden eine der Stundenzahl entsprechende Anzahl Knödel. In der Regel führt dabei eine Spielwerkmechanik die Hand inklusive einer Gabel und einem Knödel zum Mund des Knödelfressers. Oft verdreht die Figur bei diesem Vorgang noch die Augen (Augenwenderuhr) und/oder öffnet den Mund, um den Knödel zu fressen.
Heute versteht man unter der Bezeichnung Knödelfresser nicht nur die Figur, sondern eine spezifische Art der Figurenuhr, die neben der Kuckucksuhr und der Lackschild-Uhr ab der zweiten Hälfte des 19. Jahrhunderts zum populären Souvenir wurde. Die Popularität und Verbreitung der Knödelfresser-Uhren führte dazu, dass der Begriff Knödelfresser (engl. dumpling eater) außerdem eher abwertend zur Kennzeichnung eines Deutschen, Bayern oder eines deutschsprachigen Provinzlers verwendet wird (ähnlich wie der Begriff Spaghettifresser eher abwertend für Italiener steht).

## Geschichte
„Als Erfinder des Knödelfressers wird oft Anton Häckler (1814–1889) aus Vöhrenbach genannt (..) Inzwischen besteht nunmehr die Vermutung, dass der Schnitzer Fidel Heer (1781–1862) aus Vöhrenbach den ersten Knödelfresser entwarf, ihn herstellte und weitere Exemplare an Anton Häckler und andere Kunden verkaufte. Bekannt ist auch, dass die Firma Heer später Uhrenkästen an Anton Häckler lieferte.“